# Relaciones Nepal-Venezuela
Las relaciones Nepal-Venezuela se refieren a las relaciones internacionales que existen entre Nepal y Venezuela.

## Historia
El gobierno venezolano manifestó su profundo pesar y expresó su apoyo a los ciudadanos de Nepal después del terremoto de Nepal de 2015.
En 2019, durante la crisis presidencial de Venezuela, Nepal anunció que sostenía que los problemas internos del país debían ser resueltos "dentro de sus parámetros constitucionales de una manera democrática, libre de interferencias externas", sin tomar bandos en el conflicto u ofrecer reconocimiento oficial como presidente a Nicolás Maduro o a Juan Guaidó.